# مهرداد فرید
مهرداد فرید طالب‌نیا (زاده ۱۳۴۵ - تهران) تهیه‌کننده، کارگردان، فیلم‌نامه‌نویس ایرانی است.

## سوابق
- رئیس سابق و دبیر فعلی انجمن تهیه‌کننده/ کارگردانان سینما
- دبیر سابق شورای عالی تهیه‌کنندگان سینمای ایران. (که عهده‌دار ریاست مجموعه اصناف چهارگانه تهیه‌کنندگی سینمای ایران؛ انجمن تهیه‌کننده/ کارگردانان سینما، جامعه صنفی تهیه‌کنندگان سینما، کانون تهیه‌کنندگان سینما و انجمن تهیه‌کنندگان مستقل سینما است) ۱۳۹۵_۱۳۹۶
- ۱۲ سال سابقه روزنامه‌نگاری (دبیر سرویس خبر، سرویس الو سلام و سرویس سینما در روزنامه سلام در دهه هفتاد، دبیر سرویس فرهنگ وهنر در روزنامه‌های مشارکت و نوروز، سردبیر اسبق مجلهٔ نقد سینما و از مؤسسین و سردبیر اسبق مجله فیلم نگار اولین مجلهٔ تخصصی فیلمنامه‌نویسی ایران)
- از مؤسسین انجمن منتقدان و نویسندگان سینمای ایران ۱۳۷۱
- رئیس گروه مطالعه و تدوین پیش‌نویس قانون سینما به سفارش معاونت سینمایی وزارت فرهنگ و ارشاد اسلامی (۱۳۷۸)
- مدیر سابق دفتر پژوهش‌های کاربردی سینما – حوزه هنری
- عضویت در هیئت‌های انتخاب و داوری جشنواره‌های متعدد مطبوعات و فیلم از جمله عضو هیئت داوری بیست و یکمین جشنواره فیلم فجر (سال ۱۳۸۱)

## کارگردان
- دعوتنامه (۱۳۹۵)
- بی‌تابی بیتا (۱۳۹۰)
- زن‌ها شگفت‌انگیزند (۱۳۸۹)
- از ما بهتران (۱۳۸۷)
- همخانه (۱۳۸۶)
- آرامش در میان مردگان (۱۳۸۴)

## نویسنده
- دعوتنامه (۱۳۹۵) (مشترک با حمید چمنی)
- بی‌تابی بیتا (۱۳۹۰) (مشترک با مرجان علیزاده)
- زن‌ها شگفت‌انگیزند (۱۳۸۹) (مشترک با نادیا معقولی)
- از ما بهتران (۱۳۸۷)
- همخانه (۱۳۸۶)
- آرامش در میان مردگان (۱۳۸۴)

## تهیه‌کننده
- این جمعیت قابل کنترل(۱۴۰۲)
- سودا (سریال) (۱۳۹۹–۱۴۰۰)
- جن زیبا (۱۳۹۶)
- بن‌بست وثوق (۱۳۹۵)
- دعوتنامه (۱۳۹۵)
- بیتابی بیتا (۱۳۹۰)
- زن‌ها شگفت‌انگیزند (۱۳۸۹)
- از ما بهتران (۱۳۸۷)

## تدوین
- دعوتنامه (۱۳۹۵)
- آرامش در میان مردگان (۱۳۸۴)

## جشنواره‌ها
- حضور بین‌المللی در جشنواره فیلم ونیز (۲۰۰۲ ایتالیا)
- برنده زیتون طلایی بهترین فیلم مستند از جشنواره کالاماتا (۲۰۰۲ یونان)
- بهترین فیلم منتخب تماشاگران جشنواره هال (۲۰۰۲ انگلستان)
- برنده جایزه ویژه داوران از پنجمین جشنواره فیلم‌های مستند کیش (۱۳۸۲ ایران)
- حضور در سیزده جشنوارهٔ بین‌المللی در کشورهای دیگر به خاطر کارگردانی فیلم «بچه‌های افغان».
- حضور در خانهٔ فرهنگ‌های جهانی برلین (۲۰۰۴-آلمان) به خاطر کارگردانی فیلم مستند «مسابقهٔ نقاشی»